# Stela Olteanu
Stela Olteanu (născută Apetre; n. 25 februarie 1972, Botoșani, România) este o fostă alergătoare română.

## Carieră
A participat la Campionatele Mondiale de Cros de Juniori din anii 1990 și 1991. În anul 1995 ea s-a clasat pe locul 8 la Campionatul European de Cros de la Alnwick și cu echipa României (Elena Fidatov, Iulia Negură) a câștigat medalia de argint. În 1996 Olteanu a obținut locul 11 la Campionatul European în sală de la Stockholm la 3000 m. În același an a devenit campioană națională la 5000 m și a participat la Jocurile Olimpice de la Atlanta, dar nu a reușit să se califice în finală.
Anul următor, ea a participat la Campionatul Mondial de la Atena și la Campionatul European de Cros de la Oeiras. Acolo a ocupat locul 15 și în proba pe echipe a câștigat medalia de argint împreună cu Elena Fidatov, Mariana Chirilă și Elena Antoci. La Campionatul Mondial de Cros din 1998 de la Marrakech s-a clasat pe locul 23 și cu echipa României (Constantina Diță, Margareta Keszeg, Cristina Iloc) a obținut locul 5.

## Realizări
| An   | Competiție                             | Locație                 | Loc | Eveniment  | Note     |
| ---- | -------------------------------------- | ----------------------- | --- | ---------- | -------- |
| 1990 | Campionatul Mondial de Cros de Juniori | Aix-les-Bains, Franța   | 84  | individual | 15:58    |
| 1990 | Campionatul Mondial de Cros de Juniori | Aix-les-Bains, Franța   | 9   | echipe     | 15:58    |
| 1991 | Campionatul Mondial de Cros de Juniori | Anvers, Belgia          | 65  | individual | 15:42    |
| 1991 | Campionatul Mondial de Cros de Juniori | Anvers, Belgia          | 9   | echipe     | 15:42    |
| 1995 | Campionatul European de Cros           | Alnwick, Marea Britanie | 8   | individual | 14:20    |
| 1995 | Campionatul European de Cros           | Alnwick, Marea Britanie | 2   | echipe     | 14:20    |
| 1996 | Campionatul European în sală           | Stockholm, Suedia       | 11  | 3000 m     | 9:04.30  |
| 1996 | Jocurile Olimpice                      | Atlanta, Statele Unite  | 33  | 5000 m     | 15:58,28 |
| 1997 | Campionatul Mondial de Cros            | Torino, Italia          | 48  | individual | 22:17    |
| 1997 | Campionatul Mondial de Cros            | Torino, Italia          | 11  | echipe     | 22:17    |
| 1997 | Campionatul Mondial                    | Atena, Grecia           | 18  | 5000 m     | 15:40,86 |
| 1997 | Campionatul European de Cros           | Oeiras, Portugalia      | 15  | individual | 18:31    |
| 1997 | Campionatul European de Cros           | Oeiras, Portugalia      | 2   | echipe     | 18:31    |
| 1998 | Campionatul Mondial de Cros            | Marrakech, Maroc        | 23  | individual | 13:10    |
| 1998 | Campionatul Mondial de Cros            | Marrakech, Maroc        | 5   | echipe     |          |
| 1998 | Campionatul Mondial de Ekiden          | Manaus, Brazilia        | 3   | ekiden     | 2:24:13  |
| 1999 | Campionatul Mondial de Cros            | Belfast, Marea Britanie | -   | individual | NT       |

## Recorduri personale
| Probă          | Performanță | Dată              | Locație       |
| -------------- | ----------- | ----------------- | ------------- |
| 1500 m         | 4:12,39     | 8 iunie 1997      | Moscova       |
| 5000 m         | 15:18,05    | 7 august 1999     | Hechtel-Eksel |
| 10 km          | 32:49       | 7 septembrie 1997 | Düsseldorf    |
| 1500 m în sală | 4:08,97     | 25 mai 1997       | București     |
| 3000 m în sală | 9:02,18     | 8 martie 1996     | Stockholm     |